# 147 (tal)
147 är det naturliga talet som följer 146 och som följs av 148.

## Inom vetenskapen
- 147 Protogeneia, en asteroid

## Inom matematiken
- 147 är ett udda tal
- 147 är ett centrerat ikosaedertal